# ねむようこ
ねむ ようこ（1980年6月8日 - ）は、日本の漫画家。女性。岐阜県出身、名古屋市在住。
9か月間のパチンコ専門デザイン会社勤めを経て、2004年に『FEEL YOUNG』（祥伝社）でデビュー。同誌のほか、ウェブコミック誌の『d-comic』（資生堂）などで作品を発表。また、PV（プロモーション・ビデオ）のアニメーション・パートを担当したことがあり、映像作品への参加経験も持つ。

## 作品リスト

### 連載
- 午前3時の無法地帯（祥伝社『FEEL YOUNG』2008年5月号 - 2009年7月号、全15話）
  - さらに2009年8月号にはスピンオフ第1弾として「午前3時の無法地帯 -ガゼルのたてがみ-」が掲載された（単行本未収録）。
- ペンとチョコレート（芳文社『まんがタイムラブリー』2008年9月号 - 2010年6月号）
- 午前3時の危険地帯（祥伝社『FEEL YOUNG』2009年10月号 - 2011年10月号）
  - 『午前3時の無法地帯』の続編にあたるが主人公は後輩にかわっている。
- とりあえず地球が滅びる前に（小学館『月刊flowers』2011年3月号 - 2013年9月号）
- バスルーム綺譚（集英社『JUMPX／ジャンプ改』2011年8月号 - 2011年12月号）
- くらすはこ（集英社『ガールズジャンプ』第2号（2012年3月号）、『ジャンプ改』2012年5月号 - 2013年5月号）
- トラップホール（祥伝社『FEEL YOUNG』2012年6月号 - 2014年5月号）
- 逃げても逃げても（小学館『月刊flowers』 - 2014年8月号、『増刊flowers』）
- ねむようこと雑な草たち（ホーム社『ぷら@ほ～む』、『スピネル』）
- 三代目薬屋久兵衛（祥伝社『FEEL YOUNG』2014年9月号 - 2017年1月号）
- ふつつかなヨメですが!（小学館『ビッグコミックスピリッツ』2015年37・38合併号 - 2016年50号）
- ボンクラボンボンハウス（祥伝社『フィール・ヤング』2017年6月号 - 2019年1月号）
- 君に会えたら何て言おう（祥伝社『フィール・ヤング』2019年7月号[6] - 2020年4月号[7]）
- 神客万来！（芳文社『週刊漫画TIMES』2019年10月18日号[8] - 2023年11月10日号[9]）
- こっち向いてよ向井くん（祥伝社『フィール・ヤング』2020年7月号[10] - 2024年12月号[11]）
- たぶんここから始まる恋（シュークリーム『OUR FEEL』2025年3月20日[12] - ）

### 読み切り
- 流行性感冒（祥伝社『FEEL YOUNG』2005年4月号）
- まくら泥棒（祥伝社『FEEL YOUNG』2006年1月号）
- ペネトレ（祥伝社『FEEL YOUNG』2006年4月号）
- ケーキホリック（祥伝社『FEEL YOUNG』2006年6月号）
- 東京無印女子物語 第1回（原案：なるせゆうせい、祥伝社『FEEL YOUNG』2007年9月号）
  - 作品自体は2008年1月号までの作画リレー連載（全6回、原案者は同一）で、そのうちの第1回目「のこのこ」の作画を担当。
- デイジーガーデン（祥伝社『FEEL YOUNG』2008年2月号）
- ルルのこと（祥伝社『FEEL YOUNG』2008年3月号）
- トレジャールーム（小学館『月刊フラワーズ』2009年10月号）
- 週末はくさってられない（Peace Advice vol.03、Mind編） - 資生堂『d-comic』vol.04、2009年10月9日号
- 節約しすぎにご用心（Peace Advice vol.06、Skin編） - 資生堂『d-comic』vol.08、2009年11月6日号
- 野菜をミカタに（Peace Advice vol.09、Food編） - 資生堂『d-comic』vol.12、2009年12月4日号
- 赤コートのセルマ（小学館『月刊フラワーズ』2010年3月号）
- ぐっすりの魔法（Peace Advice vol.12、Sleep編） - 資生堂『d-comic』vol.17、2010年1月29日号
- 正直者は愛され上手（Peace Advice vol.15、Mind編） - 資生堂『d-comic』vol.21、2010年2月26日号
- むくみバイバイ（Peace Advice vol.18、Body編） - 資生堂『d-comic』vol.25、2010年3月26日号
- 春といっしょに（Peace Advice vol.21、Skin編） - 資生堂『d-comic』vol.29、2010年4月23日号
- 手から始まるもの（Peace Advice vol.24、Skin編） - 資生堂『d-comic』vol.33、2010年6月4日号
- 日影の女（Peace Advice vol.27、Skin編） - 資生堂『d-comic』vol.37、2010年7月2日号
- 涙は心のデトックス（Peace Advice vol.30、Mind編） - 資生堂『d-comic』vol.41、2010年7月30日号
- なんでも堂（集英社『ガールズジャンプ』#1、2011年1月25日号）
- 少年少女（小学館『月刊flowers』2010年7月号） - 読み切りシリーズ連載。
- ファミレス・ナイト（小学館『月刊flowers』2010年9月号） - 読み切りシリーズ連載。
- ファジィ・ネーブル（祥伝社『FEEL YOUNG』2017年4月号）
- 鋭意執筆中につき（小学館『月刊フラワーズ』2020年6月号）
  - 鋭意執筆中につき〜湯けむり熱闘編〜（小学館『月刊フラワーズ』2022年7月号[13]）

### 挿絵・イラスト
- はじまりはオトコトモダチ - 著者：吉野万理子 - 2009年8月21日発行、メディアファクトリー（MF文庫ダ・ヴィンチ）、ISBN 978-4-8401-2892-6
  - 表紙イラストを担当。
- an・an - 2010年8月11-18日号（No. 1720）、マガジンハウス
  - 表紙イラストを担当。
- たまごクラブ - 2020年8月号 - 2020年7月15日、ベネッセコーポレーション[14]
  - 表紙イラストを担当。インタビューも掲載。

### 映像作品
- DVD VIDEO 椎名林檎×斎藤ネコ『平成風俗 大吟醸』（EMIミュージック・ジャパン、2007年4月）収録曲「浴室（la salle de bain）」のPV - アニメーション・パートを担当。[要出典]
- 劇場アニメーション『夜明け告げるルーのうた』（キャラクターデザイン原案）[15]

### 書籍
- 『午前3時の無法地帯』2008年 - 2009年、祥伝社〈フィールコミックス〉、全3巻
- ペンとチョコレート（全2巻）2009年 - 2010年、芳文社〈まんがタイムコミックス〉、全2巻
  1. 2009年9月8日発売（9月23日発行）、ISBN 978-4-8322-6776-3
  2. 2010年6月7日発売（6月22日発行）、ISBN 978-4-8322-6860-9
- 『パンドラ』2010年8月7日発売、祥伝社〈フィールコミックス〉、ISBN 978-4-396-76498-2
- 『午前3時の危険地帯』2010年 - 2011年、祥伝社〈フィールコミックス〉、全4巻
- 『少年少女』2011年2月10日発売、小学館〈フラワーコミックススペシャル〉、ISBN 978-4-09-167047-2
  - 「トレジャールーム」「赤コートのセルマ」「少年少女」「ファミレス☆ナイト」「ボーダーライン」「県立マンモス西高等学校」の6編を収録。
- 『とりあえず地球が滅びる前に』2011年 - 2013年、小学館〈フラワーコミックス〉、全4巻
  1. 2011年10月7日発売、ISBN 978-4-09-134110-5
  2. 2012年6月8日発売、ISBN 978-4-09-134472-4
  3. 2013年2月8日発売、ISBN 978-4-09-135059-6
  4. 2013年10月10日発売、ISBN 978-4-09-135574-4
- 『トラップホール』2012年 - 2014年、祥伝社〈フィールコミックス〉、全4巻
  1. 2013年2月8日発売、ISBN 978-4-396-76569-9
  2. 2013年7月8日発売、ISBN 978-4-396-76581-1
  3. 2014年2月8日発売、ISBN 978-4-396-76597-2
  4. 2014年8月8日発売、ISBN 978-4-396-76614-6
- 『くらすはこ』2013年7月8日発売、集英社〈ヤングジャンプコミックス〉、ISBN 978-4-08-879624-6
  - 「バスルーム綺譚」「なんでも堂」併録。
- 『逃げても逃げても』2014年9月10日発売、小学館〈フラワーコミックス〉、ISBN 978-4-09-136247-6
- 『三代目薬屋久兵衛』2015年 - 2017年、祥伝社〈フィールコミックス〉、全5巻
- 『ふつつかなヨメですが！』2016年 - 2017年、小学館〈ビッグコミックス〉、全4巻
  1. 2016年2月12日発売、ISBN 978-4-09-187448-1
  2. 2016年5月12日発売、ISBN 978-4-09-187606-5
  3. 2016年9月12日発売、ISBN 978-4-09-187774-1
  4. 2017年1月12日発売、ISBN 978-4-09-189386-4
- 『ねむようこと雑な草たち』2017年5月25日発売、ホーム社、ISBN 978-4834284713
- 『ボンクラボンボンハウス』2017年 - 2019年、祥伝社〈フィールコミックス〉、全4巻
  1. 2017年10月7日発売、ISBN 978-4-396-76714-3
  2. 2018年3月8日発売、ISBN 978-4-396-76728-0
  3. 2018年8月8日発売、ISBN 978-4-396-76742-6
  4. 2019年2月8日発売、ISBN 978-4-396-76759-4
- 『君に会えたら何て言おう』2020年4月8日発売、祥伝社〈フィールコミックス〉、ISBN 978-4-396-76787-7
- 『神客万来！』2020年 - 、芳文社〈芳文社コミックス〉、既刊5巻
  1. 2020年5月14日発売[16]、ISBN 978-4-8322-3743-8
  2. 2021年1月15日発売[16]、ISBN 978-4-8322-3799-5
  3. 2021年9月16日発売[16]、ISBN 978-4-8322-3857-2
  4. 2022年6月16日発売[16]、ISBN 978-4-8322-3922-7
  5. 2023年2月16日発売[16]、ISBN 978-4-8322-3969-2
- 『こっち向いてよ向井くん』2021年 - 2025年、祥伝社〈フィールコミックス〉、全8巻
- 『鋭意執筆中につき ねむようこよみきり集』2022年9月8日発売[17]、小学館〈フラワーズコミックス〉、ISBN 978-4-09-167099-1
  - 表題作のほか「ナッシンスペシャル」「トカゲ男 カラス女」「ファジィ・ネーブル」「ウルトラマリンブルゥ」「其を射落とすは明日の矢」を収録[17]。

#### アンソロジー
- 『東京無印女子物語』2010年3月8日発売（3月15日発行）、祥伝社〈フィールコミックス〉、ISBN 978-4-396-76489-0
  - 原案：なるせゆうせい
  - 作画：ねむようこ、コナリミサト、山崎童々、月子、赤みつ、安江アニ子
    - 全6話中第1話「のこのこ」と表紙カバーを担当。

### その他
- 「植物と本」特集インタビュー（『ダ・ヴィンチ』2021年8月号[18]）